# Diez de Abril, Veracruz
Diez de Abril är en ort i Mexiko.   Den ligger i kommunen Cosamaloapan de Carpio och delstaten Veracruz, i den sydöstra delen av landet, 400 km öster om huvudstaden Mexico City. Diez de Abril ligger 12 meter över havet och antalet invånare är 144.
Terrängen runt Diez de Abril är mycket platt. Runt Diez de Abril är det ganska glesbefolkat, med 40 invånare per kvadratkilometer. Närmaste större samhälle är Cosamaloapan de Carpio, 11,6 km öster om Diez de Abril. Trakten runt Diez de Abril består till största delen av jordbruksmark.